# StageCraft
StageCraft é uma tecnologia de efeitos visuais de criação de um set virtual para produção cinematográfica (cinema/televisão), composta por uma parede de vídeo projetada pela Industrial Light & Magic (ILM). Inicialmente desenvolvido para a série do streaming Disney+, The Mandalorian, desde então usada em outras produções. Citada como uma tecnologia revolucionária de efeitos visuais, “a tecnologia anti-tela verde”. O palco sonoro que forma o StageCraft é chamado de Volume.
A tecnologia permite a edição do cenário em tempo real durante as filmagens.

## História
Muito é exigido dos atores quando precisam atuar sem referência de cenário ou quando o filme usará personagens virtuais, passando a impressão que os atores estão falando sozinhos. Alguns diretores usam a tela verde e técnicas de pré-visualização para posicionar os atores e mostrar o cenário virtual, dando uma ideia aproximada do resultado. Mas no filme The Mandalorian foi usado uma técnica contrária a tela verde, usando paredes de vídeo LED baseada na técnica de retroprojeção inventada na década de 1930, que projeta uma imagem invertida em uma tela com o ator situado na frente da tela formando a composição.
Durante as filmagens do filme Rogue One (2016), o diretor de fotografia Greig Fraser encontrou vários problemas que inspiraram a ideia de usar grandes telas de LED como componente do set. Essa ideia foi desenvolvida por uma equipe que inclui: Richard Bluff e Rob Bredow da Industrial Light & Magic (ILM), e; Kim Libreri da Epic Games. Durante o desenvolvimento de O Rei Leão (2019), o diretor Jon Favreau trabalhou com a ILM para desenvolver tecnologias para visualizar melhor as tomadas em um espaço CGI 3D. Quando Favreau começou a trabalhar na série The Mandalorian, a ILM encontrou uma oportunidade perfeita para usar a tecnologia com um diretor preparado para usá-la.
O processo StageCraft envolve filmar atores e cenários de ação ao vivo cercados por grandes paredes de vídeo LED de altíssima definição semicirculares e uso da Unreal Engine (da Epic Games) para criar ambientes digitais. Essas paredes exibem cenários gerados por computador, uma vez tradicionalmente compostos principalmente na pós-produção após a filmagem com telas verdes. Essas instalações são conhecidas como "volumes". Ao fotografar, a equipe de produção pode realinhar o fundo instantaneamente com base nas posições da câmera em movimento. Permitindo a mudança dinâmica do cenário e de elementos do cenário, caso precise mudar/remover algo, isto pode ser feito facilmente usando a edição em tempo real.
A Unreal Engine é um mecanismo de jogo popular que fez a renderização 3D em tempo real dos ambientes digitais, que são  produzidos por computador de acordo com a perspectiva da câmera. Outros parceiros de tecnologia no StageCraft incluem FuseFX, Lux Machina, Profile Studios, Nvidia e ARRI.
A ILM iterou a tecnologia para "StageCraft 2.0" para a segunda temporada de The Mandalorian. Esta versão apresentava um volume maior, bem como software mais especializado. Um exemplo desse software é o Helios, um mecanismo de renderização projetado pela ILM especificamente para o hardware StageCraft.
Em setembro de 2020, foi anunciado que um segundo volume permanente estava sendo criado no Manhattan Beach Studios em Los Angeles, além do primeiro que foi construído para The Mandalorian, que deveria ser concluído em março de 2021, bem como um no Pinewood Studios em Londres, que abriria em fevereiro de 2021, e um volume maior e personalizado na Fox Studios Australia. Esses novos volumes seriam maiores, usariam mais painéis de LED e ofereceriam uma resolução mais alta do que o original de Manhattan Beach. O ILM também tem a capacidade de fornecer configurações de produção virtual "pop-up" fora desses locais.

## Produções

### Séries de televisão
- Avatar: The Last Airbender (2024–present)[9]
- Doctor Who series 14 (2024-present)[10]
- Star Wars: Skeleton Crew (2024)[11]
- The Acolyte (2024)[12]
- Percy Jackson and the Olympians (2023–present)[13]
- Ahsoka (2023)[14]
- How I Met Your Father (2022–2023)[15]
- Our Flag Means Death (2022–2023)[16]
- Obi-Wan Kenobi (2022)[17]

- Andor (2022)[18]
- House of the Dragon (2022)[19]
- O Livro de Boba Fett (2021)[20]
- The Mandalorian (2019–presente)[3][21]

### Filmes
- Daddio (2024)[22]
- Transformers One (2024)[23]
- Joker: Folie à Deux (2024)[24]
- Homem-Formiga e a Vespa: Quantumania (2023)[25]
- The Marvels (2023)[26]
- The Batman (2022)[1][27]
- Thor: Amor e Trovão (2022)[1][8]
- O Céu da Meia-Noite (2020)[28]
- Black Adam (2022)[29]
- The Fabelmans (2022)[30][31]
- In vacanza su Marte (2020)[32]

- The Midnight Sky (2020)[33]
- O primeiro homem (2018),[1] uso de telões
- Han Solo: Uma História Star Wars (2018),[1] uso de telões
- Rogue One (2016), uso de telões